# Боде, Лев Карлович
Барон Лев Карлович Боде (Ludwig Karl von Bode; 1787—1859) — обер-гофмейстер, президент Московской дворцовой конторы (1849), участник Отечественной войны 1812 года. Осуществлял общее руководство возведением Большого Кремлёвского дворца.

## Происхождение
Сын французских эмигрантов. Родился 19 января 1787 года в эльзасском местечке Сульц-Су-Форэ, принадлежавшем его отцу, барону Карлу Августу Боде. Мать — Mary Kynnersley, представительница благородного английского рода из имения Локсли-Холл в Страффордшире. Во время Французской революции барон Карл Боде вынужден был оставить Францию и переселиться в Германию, откуда императрицей Екатериной II был приглашён со всем своим семейством в Россию, где им было пожаловано имение в Новороссии.

## Военная карьера
После смерти отца Лев Карлович Боде воспитывался в 1799—1801 годах в Гродненском (Шкловском) кадетском корпусе, но в 1801 году уехал с матерью за границу. В 1803 году он был зачислен офицером в Гессен-Кассельские войска.
Возвратившись в Россию в конце 1806 года, он 13 апреля 1807 года был назначен портупей-юнкером в лейб-гвардии Егерский полк, и через месяц принял участие в сражении под Гуттштатом, в котором выказал особое мужество и вынес на своих плечах с поля сражения своего раненого полкового командира, графа Э. Ф. Сен-При. За эти подвиги он был награждён серебряным знаком Военного ордена по приговору роты. После сражений под Зильбергом и Фридландом он был произведён в прапорщики.
Масон, к 1812 году член петербургской ложи «Соединённые друзья». Был возведён в 33 градус ДПШУ во Франции 23 февраля 1816 года.
В Отечественную войну 1812 года Боде отличился под Старым Борисовым, где принудил к сдаче 4000 дивизию бригадного генерала Партуно и был 30 декабря 1813 года награждён орденом Св. Георгия 4-й степени (№ 2773 по кавалерскому списку Григоровича — Степанова)
За отличия в сражениях с французами при Батуре, Борисове и Студянке.
Затем Боде участвовал в целом ряде сражений 1813 года в Польше и Германии; за битву под Дрезденом он был награждён золотой шпагой с надписью «За храбрость», а в Битве народов под Лейпцигом был контужен в правый бок и правое колено, что не помешало ему совершить поход 1814 года во Францию; после сражения под Бар-сюр-Об он был произведён в полковники.

## Придворная служба
Вернувшись в Россию, в 1816 году Боде вышел в отставку. В 1831 году поступил на службу в Министерство императорского двора советником Московской дворцовой конторы, вице-президентом которой от стал в 1842 году.
В 1834 г. барону Л. К. Боде было высочайше разрешено отвести квартиру, ранее занимаемую его предшественником, церемониймейстером А. М. Гедеоновым, который был назначен на должность директора Императорских Санкт-Петербургских театров. Квартира состояла из 12 комнат и располагалась во вновь построенном Конюшенном корпусе на среднем этаже. В 1842 г., после назначения его гофмаршалом и вице-президентом Московской дворцовой конторы, он с семьëй переехал в квартиру, которая располагалась во 2-м Кавалерском корпусе в верхнем этаже.
В соответствии с формулярным списком, Л. К. Боде неоднократно выезжал за границу для пользования от болезни минеральными водами. В этих поездках его сопровождал камердинер С. В. Инштетов, впоследствии — камер-фурьер Большого Кремлевского дворца.
Боде был поручен надзор за постройкой Большого Кремлёвского дворца. В 1849 г., когда было окончено сооружение дворца, Боде получил золотую медаль, осыпанную бриллиантами, с надписью «благодарю» для ношения на Андреевской ленте, был пожалован орденом Св. Александра Невского (бриллиантовые знаки к этому ордену были пожалованы в 1856 году) и назначен президентом Московской дворцовой конторы вместо престарелого князя А. М. Урусова.
Благодаря дружбе с министром двора князем П. М. Волконским Боде сделал быструю карьеру: был пожалован придворными званиями камергера и «в должности гофмаршала» (1836), чинами церемониймейстера (31 декабря 1833), действительного статского советника (1836), гофмаршала (1842) и обер-гофмейстера (1849). По свидетельству М. А. Корфа, этот беспрецедентный «поток милостей возбудил большой ропот в петербургских салонах». В 1853 году Боде был избран на три года предводителем дворянства Подольского уезда Московской губернии, где с 1817 года владел усадьбой в селе Мещерское. Состоял членом Московского общества испытателей природы.

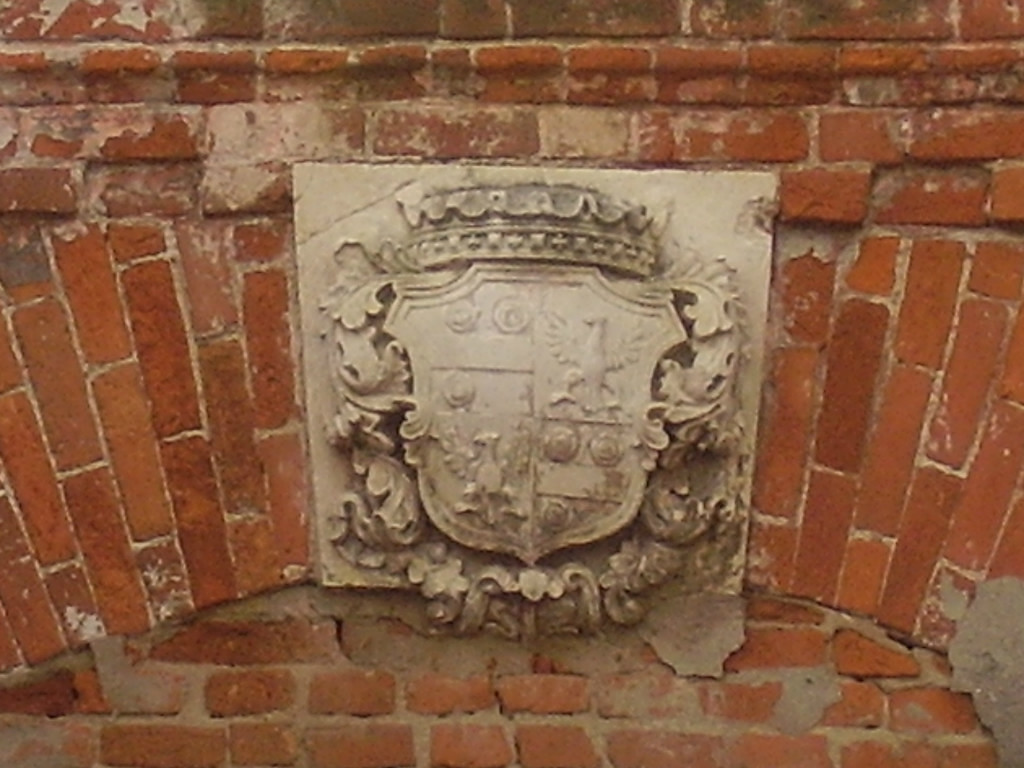
Фамильный герб Боде на воротах усадьбы Мещерское

17 апреля 1858 г. Боде по болезни вышел в отставку, с сохранением чина обер-гофмейстера и с награждением орденом св. Владимира 1-й степени.
Со всей семьëй и домочадцами он переехал в собственный дом, который, в виде двухэтажного восточного флигеля, был пристроен к главному дому большой усадьбы на Поварской улице, принадлежащей его сыну, барону М. Л. Боде.
Умер 28 апреля (10 мая) 1859 года в Москве (в некоторых источниках встречается ошибочная дата смерти: 28 октября 1859 г.).
После отпевания в Петро-Павловской Римско-католической церкви, барон Л. К. Боде был захоронен в приделе Покровской церкви села Мещерское Подольского уезда Московской губернии. Там же была захоронена и его вдова, баронесса Н. Ф. Боде, скончавшаяся в 1860 г. в годовщину смерти мужа. В июне 1867 г. барон М. Л. Боде по высочайшему разрешению перевёз для предания земле тела своих родителей в усадьбу Лукино Звенигородского уезда Московской губернии.

## Семья

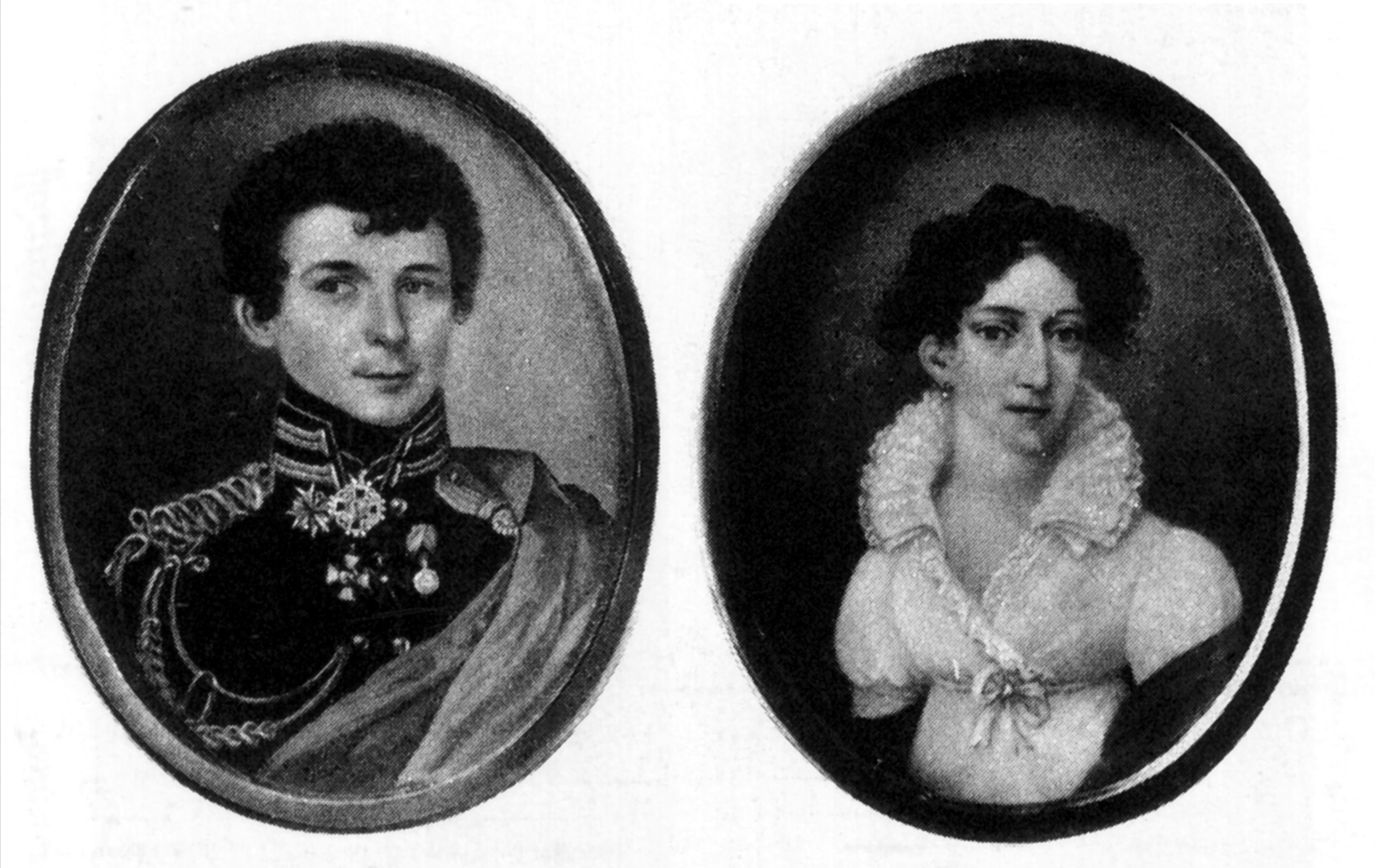
Портрет Льва и Натальи Боде

От брака с последней представительницей древнего боярского рода Натальей Фёдоровной Колычёвой (1790—1860) имел двух сыновей и шесть дочерей (ещё трое детей умерли в младенчестве). По отзывам современника, "старый барон, жена его и всё семейство пользовались в Москве полным уважением не только всех лиц, близко их знавших, но и всего высшего общества и, несмотря на свою иностранную фамилию, могли по справедливости называться настоящими русскими «барами»:
- Анна (1815—1897), замужем за князем А. И. Долгоруковым.
- Наталья (1817—1843), фрейлина.
- Мария (1818—1864), в монашестве Паисия.
- Екатерина (1819—1867), с 1843 года замужем за Павлом Александровичем Олсуфьевым (1819—1844), умер от чахотки. Вторым браком (с 1850) за князем Александром Сергеевичем Вяземским (1806—1867), братом В. Ершовой.
- Лев (24.10.1820[18]—1855), умер от тифа.
- Михаил (1824—1888), обер-гофмейстер, с 1875 года унаследовал фамилию Колычёва и именовался Боде-Колычёв,
- Елена (1826—1862), замужем за Андреем Ильичом Баратынским (1813—1890), их сын Лев.
- Александра (1828— ?), замужем за князем Николаем Андреевичем Оболенским (1822—1867).

Дети
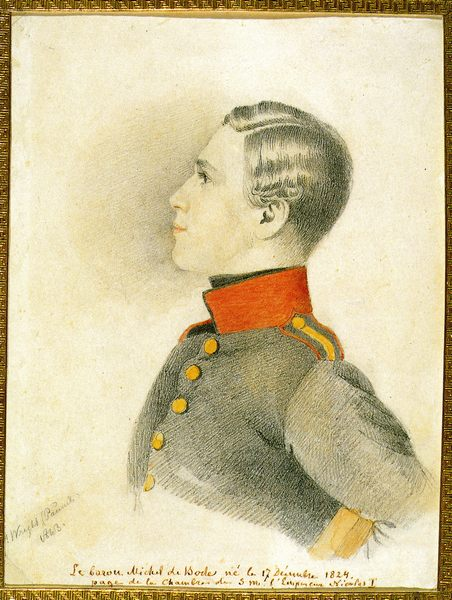
Михаил Боде
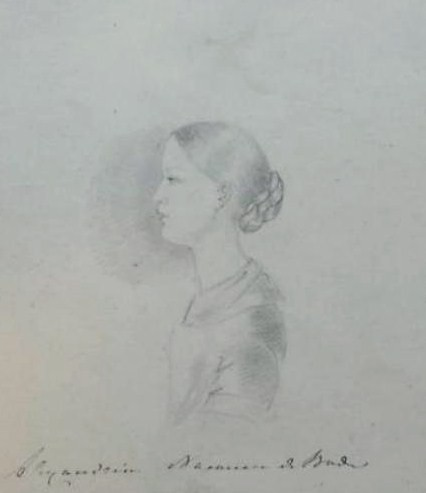
Анна Боде
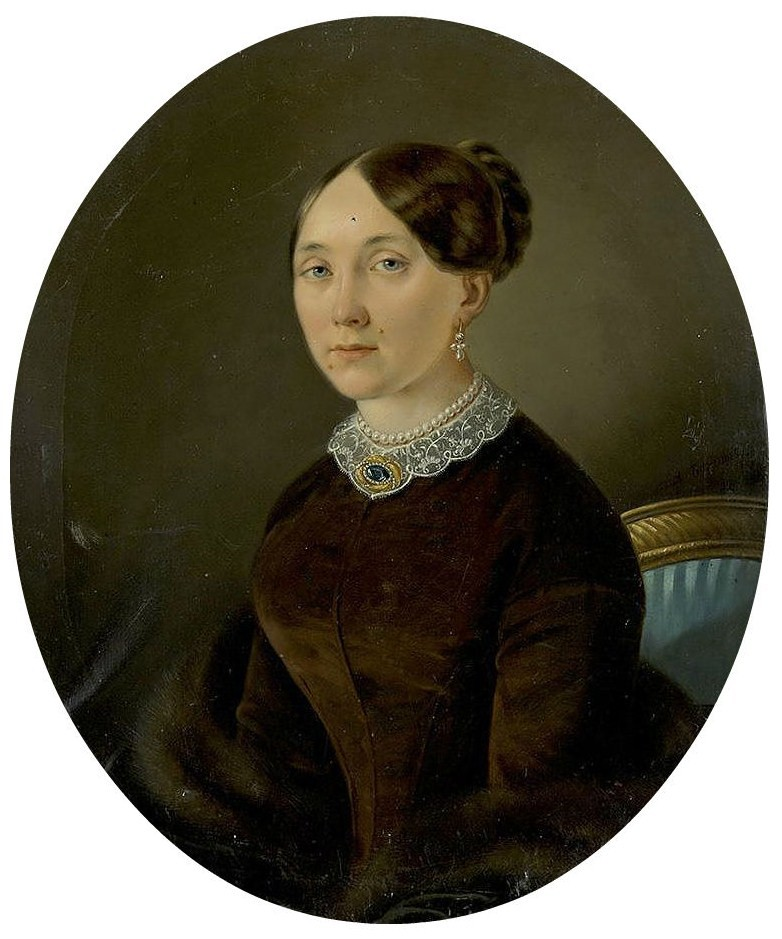
Мария Боде
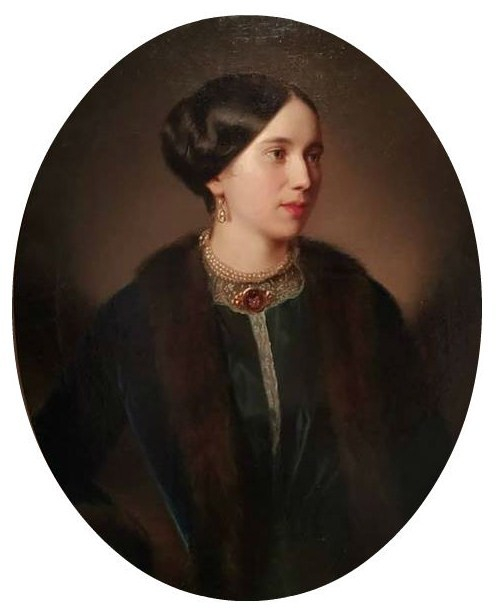
Екатерина Боде
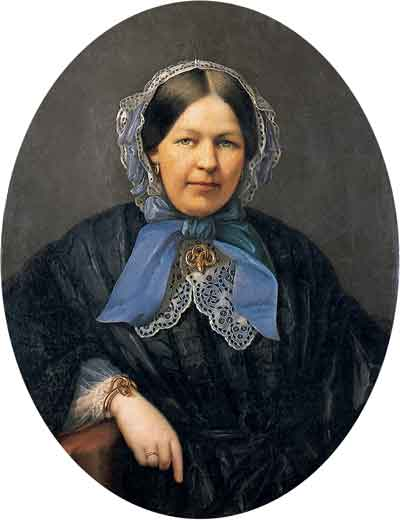
Елена Боде